# Хасан-деда Шејх
Хасан-деда Шејх (? – око 1610. Бар) је знаменити вјерски ауторитет, казил-баша. О његовој личности не зна се много. Посебно се истакао у вјерском мисионарству (у првим деценијама ширења ислама, на јужном простору данашње Црне Горе). Умро је у данашњем Старом Бару, а на његовом гробу је 1612. године изграђено турбе.